# Valdeprado del Río
Valdeprado del Río – gmina w Hiszpanii, w prowincji Kantabria, w Kantabrii, o powierzchni 89,33 km². W 2011 roku gmina liczyła 357 mieszkańców.